# فرناندو لوبيز (سياسي)
فرناندو لوبيز (بالإسبانية: Fernando Lopez)‏ هو رائد أعمال وسياسي فلبيني، ولد في 13 أبريل 1904 في الفلبين، وتوفي في 26 مايو 1993 في الفلبين. حزبياً، نشط في بارتيدو ليبرال (بيليبيناس). وقد انتخب عضو مجلس الشيوخ الفلبيني وانتخب نائب رئيس الفلبين ‏ (30 ديسمبر 1949 – 30 ديسمبر 1953) وانتخب نائب رئيس الفلبين ‏ (30 ديسمبر 1965 – 23 سبتمبر 1972).